# West Khasi Hills
Der Distrikt West Khasi Hills ist ein Distrikt im indischen Bundesstaat Meghalaya. Verwaltungssitz ist die Kleinstadt Nongstoin.

## Geografie
Der Distrikt West Khasi Hills liegt in der Mitte Meghalayas an der Grenze zu Assam. Die Fläche des Distrikts beträgt 3911 Quadratkilometer. Nachbardistrikte sind die Distrikte Ri-Bhoi im Norden und Nordosten, East Khasi Hills im Osten und Südosten, South West Khasi Hills im Süden, South Garo Hills im Südwesten und Westen sowie East Garo Hills im Westen und Nordwesten. Im Norden grenzt der Distrikt an den indischen Bundesstaat Assam.

## Geschichte
Der Distrikt entstand am 28. Oktober 1976 bei der Aufteilung des damaligen Distrikts Khasi Hills in East Khasi Hills und West Khasi Hills. Eine Verkleinerung erfolgte am 3. August 2012 bei der Teilung des damaligen Distrikts West Khasi Hills durch die Abspaltung der C.D. Blocks Mawkyrwat (alle Gemeinden; 54.462 Einwohner) und Ranikor (alle Gemeinden; 41.218 Einwohner) und 18 Gemeinden des C.D. Blocks Nongstoin (mit 3491 der 81.840 Einwohnern des C.D. Blocks). Diese bildeten den neuen Distrikt South West Khasi Hills. Am 10. November 2021 spalteten sich die östlichen Gebiete, die C.D. Blocks Mairang und Mawthadraishan ab und bildeten den neuen Distrikt Eastern West Khasi Hills.

## Bevölkerung
Nach der Volkszählung 2011 hat der Distrikt West Khasi Hills 284.290 Einwohner. Bei 73 Einwohnern pro Quadratkilometer ist der Distrikt eher dünn besiedelt. Alle Bewohner wohnten in Landgemeinden.
Der Distrikt West Khasi Hills ist mehrheitlich von Angehörigen der „Stammesbevölkerung“ (scheduled tribes) besiedelt. Zu ihnen gehörten (2011) 280.352 Personen (98,61 Prozent der Distriktsbevölkerung). Zu den Dalit (scheduled castes) gehörten 2011 nur 53 Menschen (0,02 Prozent der Distriktsbevölkerung).

### Bedeutende Orte
Im Distrikt West Khasi Hills gibt es mit dem Distrikthauptort Nongstoin und Mairang zwei Orte, die zu den als städtische Siedlungen gerechneten Orten (census towns) gehören.

### Bevölkerung des Distrikts nach Geschlecht
Von den 284.290 Bewohnern waren 143.380 (50,43 Prozent) männlichen und 140.910 weiblichen Geschlechts. Dies ist typisch für Indien, wo gewöhnlich ein deutliches Mehr an Männern vorherrscht.

### Bevölkerung des Distrikts nach Sprachen
Eine Mehrheit der Gesamtbevölkerung des Distrikts West Khasi Hills spricht verschiedene Khasi-Sprachen wie Khasi, War und Pnar/Synteng. Die Gesamtzahl der Sprecher von Khasi-Sprachen liegt bei mindestens 160.000 Personen. Auch das im westlichen Teil von Meghalaya dominierende Garo ist stark vertreten (mindestens 30.000 Menschen). Eine genaue Aussage ist allerdings schwierig, da im gesamten heutigen Distrikt mehr als 79.000 Personen unter der Rubrik others aufgelistet sind. Die Angaben der Volkszählung 2001 zeigen keine starke Präsenz einer anderen Sprache. Auffällig ist allerdings der statistische Rückgang der khasisprachigen Bevölkerung von 185.000 Personen im Jahr 2001 auf 161.000 Personen im Jahr 2011. Dies trotz eines Bevölkerungsanstiegs. Also dürfte die Mehrheit der unter others aufgelisteten Personen dennoch ein Khasi-Sprache sprechen.

### Bevölkerung des Distrikts nach Bekenntnissen
In den letzten 100 Jahren ist fast die gesamte einheimische Bevölkerung zum Christentum übergetreten. Mehr als 96 Prozent der Gesamtbevölkerung sind Christen. Hinzu kommen über 5000 Anhänger traditioneller Religionen, vorwiegend im C.D. Block Mairang. Alle anderen Religionen sind nur schwach vertreten.

## Bildung
Das Ziel der vollständigen Alphabetisierung ist noch weit entfernt. Von den 218.867 Personen in einem Alter von sieben Jahren und mehr können 172.579 (78,85 Prozent) lesen und schreiben. Für indische Verhältnisse ungewöhnlich ist der geringe Unterschied zwischen den Geschlechtern sowohl im städtischen Gemeinden wie auf dem Land. Wie üblich in Indien ist die Alphabetisierungsrate im Distrikt in den Landgemeinden und Städten unterschiedlich. Einen Überblick über die Verhältnisse gibt folgende Tabelle:
| Alphabetisierung im Distrikt West Khasi Hills |                   |                   |
| Einheit                                       | Volkszählung 2011 | Volkszählung 2011 |
| Einheit                                       | Anzahl            | Anteil            |
| GESAMT                                        | 172.579           | 78,85 %           |
| Männer                                        | 87.102            | 79,11 %           |
| Frauen                                        | 85.477            | 78,59 %           |
| STADT GESAMT                                  | 30.105            | 88,02 %           |
| Stadt-Männer                                  | 14.814            | 87,96 %           |
| Stadt-Frauen                                  | 15.291            | 88,08 %           |
| LAND GESAMT                                   | 142.474           | 77,15 %           |
| Land-Männer                                   | 72.288            | 77,51 %           |
| Land-Frauen                                   | 70.186            | 76,79 %           |
| Quelle: Ergebnis der Volkszählung 2011        |                   |                   |

## Verwaltung
Der Distrikt hat seit 2021 mit Mawshynrut und Nongstoin nur noch zwei Community Development Blocks (C.D. Blocks; Unterbezirke).